# Last Exit
Last Exit — третий студийный альбом британской рок-группы Traffic, выпущенный в мае 1969 года лейблом Island Records в Великобритании и United Artists Records в США. Первая сторона содержит студийные записи, а вторая — концертные записи группы.

## Об альбоме
Первая половина альбома состоит преимущественно из композиций, ранее выпущенных на синглах, а вторая половина представляет собой записи, сделанные на концерте в клубе Fillmore Auditorium в Сан-Франциско. Альбом оказался менее успешным, чем два предыдущих, но тем не менее достиг 19-го места в Billboard Top LP’s. По словам одного музыкального критика, композиция «Mediced Goo» оказалась одной из самых запоминающихся джем-песен Traffic, а не менее привлекательную песню «Shanghai Noodle Factory» сложно не интерпретировать как объяснение Уинвудом раскола группы.
В том же 1969 году группа распалась, и Стив Уинвуд присоединился к недолговечной супергруппе Blind Faith, так что Last Exit некоторое время был последним альбомом группы. Однако уже на следующий год музыканты воссоединилась вновь и выпустили свой четвёртый альбом.

## Список композиций
| №  | Название                           | Автор(ы)                                                           | Длительность |
| -- | ---------------------------------- | ------------------------------------------------------------------ | ------------ |
| 1. | «Just for You»                     | Dave Mason                                                         | 2:18         |
| 2. | «Shanghai Noodle Factory»          | Steve Winwood, Jim Capaldi, Chris Wood, Jimmy Miller, Larry Fallon | 5:06         |
| 3. | «Something’s Got a Hold of My Toe» | Winwood, Mason, Miller                                             | 2:14         |
| 4. | «Withering Tree»                   | Winwood, Capaldi                                                   | 3:04         |
| 5. | «Medicated Goo»                    | Winwood, Miller                                                    | 3:36         |

| №                   | Название                              | Автор(ы)                        | Длительность |
| ------------------- | ------------------------------------- | ------------------------------- | ------------ |
| 6.                  | «Feelin’ Good» (live at the Fillmore) | Anthony Newley, Leslie Bricusse | 10:40        |
| 7.                  | «Blind Man» (live at the Fillmore)    | Deadric Malone, Joseph Scott    | 7:06         |
| Общая длительность: | Общая длительность:                   | Общая длительность:             | 34:04        |

## Участники записи
- Стив Уинвуд — клавишные, вокал, гитара, бас-гитара
- Дэвид Мэйсон — гитара, вокал
- Крис Вуд — флейта, саксофон, орган
- Джим Капальди — ударные, перкуссия, вокал

## Позиции в хит-парадах
Еженедельные чарты:
| Хит-парад (1969)          | Высшая позиция | Пребывание в чарте |
| ------------------------- | -------------- | ------------------ |
| Канада (RPM Albums Chart) | 31             | 8 недель           |
| США (Billboard Top LPs)   | 19             | 22 недели          |